# Philippus Lansbergen

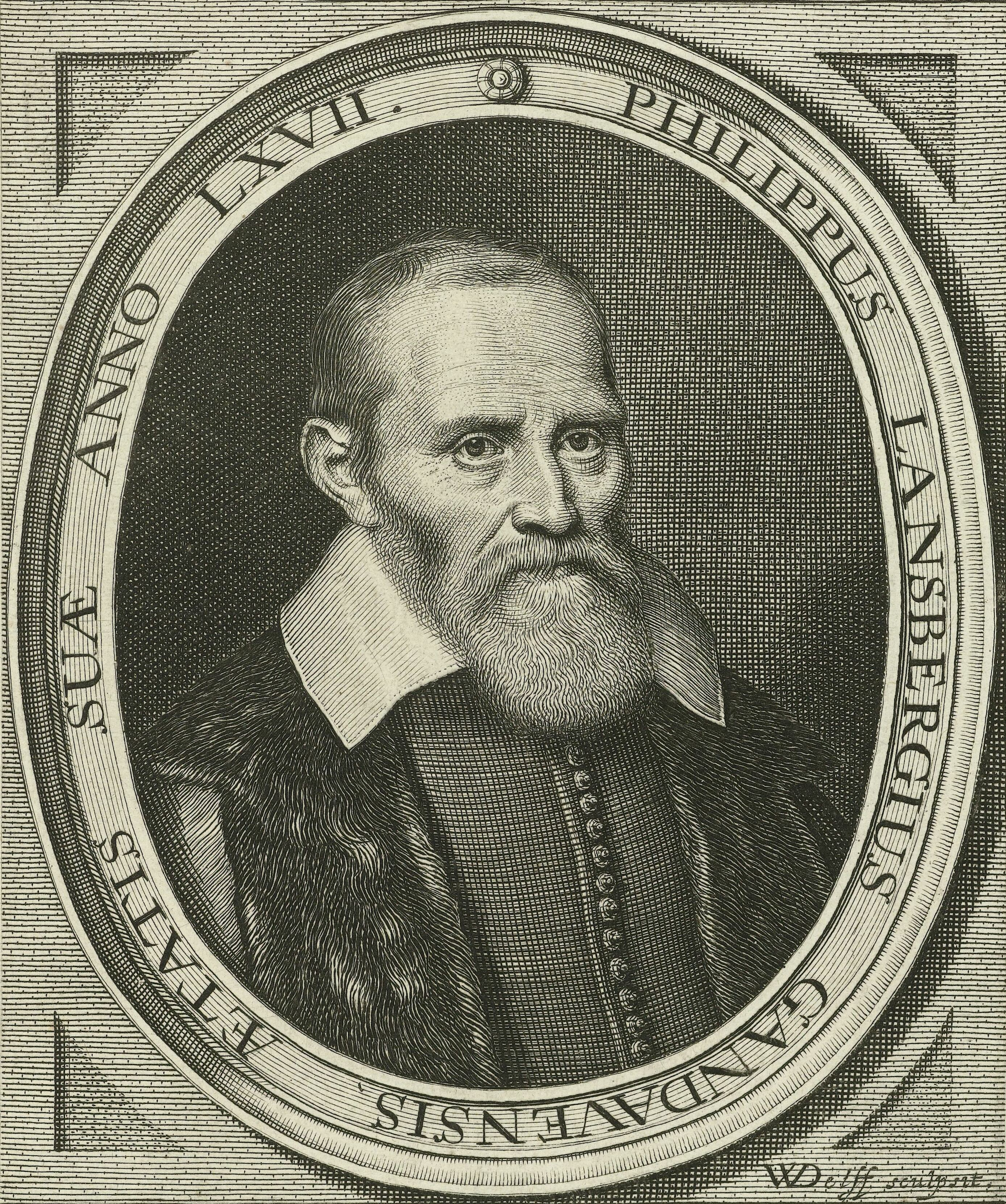
Portretgravure

Johan Philip Lansberg, gelatiniseerd Philippus Lansbergius (Gent, 25 augustus 1561 – Middelburg, 8 december 1632) was een Vlaams-Nederlandse predikant, wiskundige en natuurkundige/astronoom. Hij is bekend als auteur van Tabulae motuum coelestium, een verzameling astronomische tabellen die voorspellingen omtrent de posities van planeten bevatten. Met een nieuwe methode kon hij het getal pi tot 28 cijfers na de komma berekenen.

## Levensloop
Philippus Lansbergen werd te Gent geboren als zoon in het Vlaams geslacht Van Lansberge. Zijn vader Daniel van Lansberge was stadsgeneesheer en schepen van Hulst en Tholen., zijn moeder was Pauline van den Honingh. Vanwege de godsdienstige onlusten verhuisde het calvinistische gezin in 1566 naar Frankrijk en een tiental jaren later naar Engeland waar hij zich bekwaamde in theologie en wis- en natuurkunde. In het bijzonder voelde hij zich aangetrokken tot de leer van de Reformatie. Dat resulteerde in zijn benoeming tot predikant (voorganger) van de Hervormde Gemeente te Antwerpen. Daar verbleef hij tot de Val van Antwerpen, de inname van de stad op 16 augustus 1585 (door de Spaanse landvoogd Farnese). Philippus week toen uit naar het noorden en zette zich aan de studie in de godgeleerdheid te Leiden.

## Predikant
Hij vluchtte in 1585 via Leiden naar Goes. Daar kreeg hij een aanstelling als predikant, ondertussen feiten noterend over de maan en de zon. Rond 1613 kreeg hij moeilijkheden met het stadsbestuur vanwege zijn copernicaanse ideeën, het Twaalfjarig Bestand en ook bemoeienis met een burgemeestersbenoeming; hij verhuisde naar Middelburg.
Uit zijn huwelijk met Sara Lievaerts werden zes zonen en vier dochters geboren, waarvan enkele vroeg zijn gestorven. Veel aanzien genoot hij door zijn zeldzame geleerdheid, niet alleen in kerkelijke zaken, maar meer nog in de wis- en natuurkunde. Zijn zoon Pieter, geboren in 1587, werd evenals zijn vader in 1611 predikant te Goes, terwijl zijn zoon Jacob zich eveneens in Goes vestigde, maar dan als medicus. Zijn naar hem genoemde oudste zoon was predikant in Kloetinge en is daar gebleven tot diens dood in 1632.
In het jaar 1613 werden Philippus en zoon Pieter afgezet als predikant te Goes. De afzetting geschiedde omdat beiden zich bemoeiden met politiek en geneeskunde, zaken die niets met hun beroep als predikant te maken hadden. 

## Wetenschap en geloof
Zijn grote liefde voor de natuurkunde en in het bijzonder de sterrenkunde werd Philippus zeer kwalijk genomen. Hij was veel te vrijzinnig. Zo onderschreef hij de leer van Copernicus die stelt dat de aarde om de zon draait en niet andersom; dit werd ook door protestanten in die tijd als godslasterlijk gezien.
Na zijn ontslag vestigde hij zich op 52-jarige leeftijd in Middelburg, waar hij zich met hart en ziel wijdde aan de wiskunde en de astronomie. Zijn tijdgenoten Johannes Kepler en Galileo Galilei waren zeer geïnteresseerd in het onderzoek van Van Lansbergen. Zich baserend op zijn goniometrische tabellen konden zij de bewegingen van de planeten preciezer voorspellen. Later bleek dat deze tabellen fouten bevatten, deels omdat Lansbergen Keplers ontdekking van de elliptische planeetbanen niet aanvaardde. Ook Baruch Spinoza bezat enkele van zijn werken.
Philippus was, zoals veel wetenschappers uit zijn tijd, een veelzijdig persoon. Net als bij Blaise Pascal en zovele andere beoefenaren der natuurwetenschappen vinden we ook bij Lansbergen een samengaan met een overtuigd geloofsleven. Hij kan beschouwd worden als een vertegenwoordiger van de moderne richting in de natuurwetenschappen, die los van het schriftgezag en traditie de nadruk legt op experimenteel onderzoek. Philippus Lansbergen is onder de 16e-eeuwse Nederlandse predikanten de enige geweest die de beweging van de Aarde rond de Zon (in plaats van andersom) verdedigde. Zijn werk wordt gekenmerkt door het toetsen van de heersende denkbeelden van zijn tijd aan wetenschappelijke normen. Lansbergen publiceerde ook als een van de eerste wetenschappers in het Duits, zodat hij bijdroeg aan popularisering van zijn vakgebieden.

## Publicaties

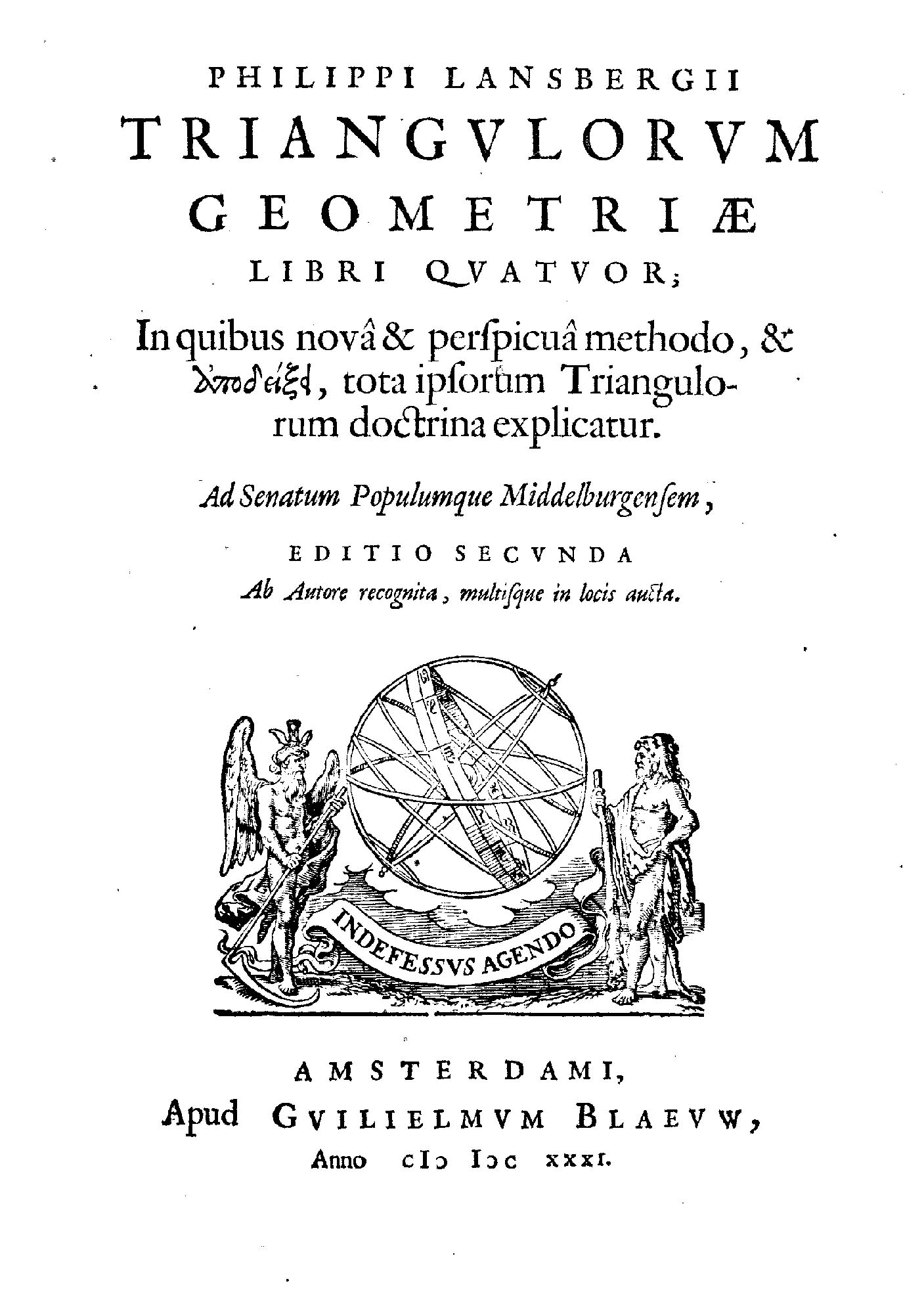
Triangulorum geometriae libri quatuor, 1631

Lansbergen schreef meerdere boeken, waaronder de bestseller, "Bedenckingen opden daghelyckschen, ende jaerlyckschen loop van den aerdtcloot" (1629), waarin hij zijn (christelijke) visie verwerkte op de kosmos, hij behandelt daarin de dagelijkse en jaarlijkse beweging van de Aarde en de ware gestalte van het waarneembare heelal. Het werk was opgedragen aan Willem Jansz. Blaeu. Maarten van den Hove vertaalde het in het Latijn (als Commentationes in motum terrae diurnum et annuum, et in verum adspectabilis coeli typum). Het ondervond veel tegenstand, onder anderen van de jansenistische theoloog Libertus Fromundus. Van Lansbergen werd beïnvloed door Ptolomeus, Paracelsus, Simon Stevin en Cornelis Drebbel.
Belangrijke andere publicaties van hem waren:
1. Triangulorem geometriae libri quatuor (1591). (Over driehoeksmeting en boldriehoeksmeting.)
2. Cyclometriae novae libri duo (1616). (Over de kwadratuur van de cirkel.)
3. Progymnasmatum astronomiae restitutae liber (1619). (Over de opvattingen van Copernicus over de waarschijnlijkheid van de beweging der Aarde.)
4. Verklaeringhe van het gebruyck des astronomischen en geometrischen quadrants (1620). (In 1635 in het Latijn vertaald als In quadrantum, tum astronomicum, tum geometricum, nec non in astrolabium introductio. Over het astronomisch quadrant om hoogte en andere zaken te meten.)
5. Chronolica sacrea libri III (1625). (Over de Bijbelse tijdrekenkunde.)
6. Uranometria libri tres (1631). (Berekeningen voor de afstand en de grootte van de Maan de Zon en de vaste sterren.)
7. Tabulae motuum coelestium perpetuae (1632). (Dit boek verscheen kort voor zijn dood en bevatte onder andere nieuwe astronomische tafels en een grote sterrencatalogus.)
8. Observationum astronomicarum thesaurus (Handboek voor astronomische waarnemingen.)
9. Horlogiographia nova, in qua omne genus sciotericorum Horlogiorum ostenditur. (Over de nieuwe tijdmeetkunde, waarin elke soort tijdmeting wetenschappelijk wordt beschreven.)

Veel van de Latijnse woorden gebruikt in bovenstaande uitgaven behoren niet tot het klassieke Latijn, maar zijn door geleerden bedacht om bepaalde natuurkundige begrippen en theorieën aan te duiden. Men kan dus alleen bij benadering bepalen of alle vertalingen correct zijn.

## Varia
De volkssterrenwacht in Middelburg draagt zijn naam: Philippus Lansbergen. Op de maan is een krater naar hem genoemd.

## Links
- Wie was Philippus Lansbergen?. Stichting Volkssterrenwacht Philippus Lansbergen
- Astronomische gids voor België By J. Vandenbruaene
- http://galileo.rice.edu/Catalog/NewFiles/lansberg.html
- http://www2.academieroyale.be/academie/documents/FichierPDFBiographieNationaleTome2052.pdf#page=174
- Werken van Philip van Lansberghe, Universiteitsbibliotheek Gent

- Bibsys: 9062262
- Biblioteca Nacional de España: XX1355541
- Bibliothèque nationale de France: cb130073828 (data)
- Digitale Bibliotheek voor de Nederlandse Letteren: lans005
- Gemeinsame Normdatei: 116730803
- International Standard Name Identifier: 0000 0001 0867 3355
- Library of Congress Control Number: n85029962
- Nationale Bibliotheek van Tsjechië: ola2013778400
- Nationale Bibliotheek van Israël: 987007271365505171
- Nederlandse Thesaurus van Auteursnamen: 070665702
- Istituto Centrale per il Catalogo Unico: BVEV023373
- LIBRIS: 299454
- Système universitaire de documentation: 085906433
- Virtual International Authority File: 7522008
- WorldCat: E39PBJjd9Xr88t7vkR6VVfQXh3